# Валаду-душ-Фрадеш
Валаду-душ-Фрадеш (порт. Valado dos Frades) — район (фрегезия) в Португалии, входит в округ Лейрия. Является составной частью муниципалитета Назаре. По старому административному делению входил в провинцию Эштремадура. Входит в экономико-статистический субрегион Оэште, который входит в Центральный регион. Население составляет 3308 человек на 2001 год. Занимает площадь 18,37 км².
Покровителем района считается Святой Себастьян (порт. São Sebastião).